# Кионс (Порденоне)
Кионс (итал. Chions) је насеље у Италији у округу Порденоне, региону Фурланија-Јулијска крајина.
Према процени из 2011. у насељу је живело 1679 становника. Насеље се налази на надморској висини од 11 м.

## Становништво
| 1936. | 1951. | 1961. | 1971. | 1981. | 1991. | 2001. | 2011. |
| ----- | ----- | ----- | ----- | ----- | ----- | ----- | ----- |
| 4.769 | 4.705 | 3.561 | 3.230 | 3.811 | 4.055 | 4.523 | 5.188 |